# Любохня-Ґуркі
Любохня-Ґуркі (пол. Lubochnia-Górki) — село в Польщі, у гміні Любохня Томашовського повіту Лодзинського воєводства.
Населення — 377 осіб (2011).
У 1975-1998 роках село належало до Пйотрковського воєводства.

## Демографія
Демографічна структура станом на 31 березня 2011 року:
|          | Загалом | Допрацездатний вік | Працездатний вік | Постпрацездатний вік |
| -------- | ------- | ------------------ | ---------------- | -------------------- |
| Чоловіки | 186     | 43                 | 126              | 17                   |
| Жінки    | 191     | 43                 | 107              | 41                   |
| Разом    | 377     | 86                 | 233              | 58                   |